# Rebirth (película)
Rebirth es una película thriller original de Netflix, estrenada el 15 de julio de 2016, escrita y dirigida por Karl Mueller. Encabezan el reparto Fran Kranz, Adam Goldberg, Nicky Whelan, Kat Foster, Andrew J. West y Eric Ladin.

## Argumento
Kyle (Fran Kranz) es un marido y padre que sigue una misma rutina día tras día, basada simplemente en ir a trabajar y volver a casa, hasta que de pronto, uno de esos días aparece su viejo mejor amigo Zack (Adam Goldberg) en su oficina. Éste le explica que ha venido a una especie de experiencia llamada "Renacer" y quiere que Kyle vaya con él, pues cree que así podrá salir de su rutina y dejar atrás su aburrida vida. Finalmente, Kyle acepta la invitación y va a "Renacer", mas pronto descubrirá que no se trata de un simple evento de autoayuda y que la realidad no es siempre como se ve.
Renacimiento (Rebirth) muestra sin segundas lecturas las técnicas de captación que emplean las sectas y los resultados sobre aquellas personas que se dejan arrastrar a sus objetivos ocultos, desconociendo en esa transición la verdad de este proceso.
Es una película con mucha crudeza que permite hacer tantas interpretaciones como espectadores  la han visto.

## Reparto[1]
- Fran Kranz como Kyle.
- Adam Goldberg como Zackary "Zack".
- Nicky Whelan como Naomi.
- Kat Foster como Mary.
- Andrew J. West como J. R.
- Eric Ladin como Todd.
- Steve Agee como Ray.
- Luis Gerardo Méndez como el doctor.
- Pat Healy como Jesse.
- Harry Hamlin como Gabe.
- Kevin Bigley como Chad.
- Tom Wright como el experto.
- Aynsley Bubbico como Abby.
- Fabianne Therese como Betty.
- Nathalie Autumn Bennett como Rhonda.
- Kevin Burns como Meth.
- Sheryl Lee como Air.